# Премія мистецтв Пексан за найкращий режисерський дебют (телебачення)
Премія мистецтв Пексан за найкращий режисерський дебют (телебачення) (кор. 백상예술대상 신인연출상) — нагорода, яка щорічно вручалася як частина Премії мистецтв Пексан, яка проводиться JTBC та Ilgan Sports, що афіліатом JoongAng Ilbo. Останнє вручення нагороди було у 2011 році, після того її вручення було припинено.

## Номінанти та переможці
| Переможець нагороди | Позначає переможця |

### 1970-ті
| Рік          | Фото переможця | Переможець і номінанти | Серіал           | Мовою оригіналу | Мережа | Прим. |
| ------------ | -------------- | ---------------------- | ---------------- | --------------- | ------ | ----- |
| 1975 (11-та) | —              | Сім Хьон У             | «Художній театр» | 예술극장        | TBC    | Пер.  |
| 1976 (12-та) | —              | Кім Хон Джон           | «Якийсь кореєць» | 어느 한국인     | KBS    | Пер.  |

### 1980-ті
| Рік          | Фото переможця | Переможець і номінанти | Серіал                       | Мовою оригіналу   | Мережа | Прим. |
| ------------ | -------------- | ---------------------- | ---------------------------- | ----------------- | ------ | ----- |
| 1988 (24-та) | —              | Лі Син Рьоль           | «Три родини під одним дахом» | 한지붕 세가족     | MBC    | Пер.  |
| 1989 (25-та) | —              | Юн Хон Сік             | «Чи ви знаєте Меллакхон?»    | 멜라콩을 아시나요 | KBS    | Пер.  |

### 1990-ті
| Рік          | Фото переможця | Переможець і номінанти | Серіал                                                                 | Мовою оригіналу                             | Мережа | Прим.     |
| ------------ | -------------- | ---------------------- | ---------------------------------------------------------------------- | ------------------------------------------- | ------ | --------- |
| 1990 (26-та) | —              | Кім Хьон Джун          | «Половина невдачі»                                                     | 절반의 실패                                 | KBS    | Пер.      |
| 1991 (27-ма) | —              | Лі Чін Сок             | «Наш рай»                                                              | 우리들의 천국                               | MBC    | Пер.      |
| 1992 (28-ма) | —              | Кім Чон Сік            | «Жінка крадія»                                                         | 도둑의 아내                                 | KBS    | Пер.      |
| 1993 (29-та) | —              | Кім Йон Ґю             | «Телевізійне мистецтво війни»                                          | TV 손자병법                                 | KBS    | Пер.      |
| 1994 (30-та) | —              | О Чон Рок              | «Весілля»                                                              | 결혼                                        | SBS    | Пер.      |
| 1995 (31-ша) | —              | Лі Чу Хван             | «Загальна лікарня»                                                     | 종합병원                                    | MBC    | Пер.      |
| 1996 (32-та) | —              | Чон Сан                | «Сонячне місце молоді»                                                 | 젊은이의 양지                               | KBS    | Пер.      |
| 1997 (33-та) | —              | Кім Са Хьон            | «Сім ложок»                                                            | 일곱개의 숟가락                             | MBC    | Пер.      |
| 1998 (34-та) | —              | Лі Чхан Сун            | «Попелюшка»                                                            | 신데렐라                                    | MBC    | Ном. Пер. |
| 1998 (34-та) | —              | Кім Чон Чхан           | «Коли вона мене кличе»                                                 | 그대 나를 부를 때                           | KBS    | Ном. Пер. |
| 1998 (34-та) | —              | Кім Чон Хьок           | «70-ти хвилинна драма SBS: Батько чекає на автобус від дитячого садка» | SBS 70분드라마: 유치원 버스를 기다리는 아빠 | SBS    | Ном. Пер. |
| 1999 (35-та) |                | Пхьо Мін Су            | «Брехня»                                                               | 거짓말                                      | KBS    | Пер.      |

### 2000-ні
| Рік          | Фото переможця | Переможець і номінанти | Серіал                                    | Мовою оригіналу   | Мережа | Прим.     |
| ------------ | -------------- | ---------------------- | ----------------------------------------- | ----------------- | ------ | --------- |
| 2000 (36-та) | —              | Лі Хьон Джік           | «Дочка м'ясника»                          | 백정의 딸         | SBS    | Пер.      |
| 2001 (37-та) | —              | Лі Кьо Ук              | «Подвійний сеанс»                         | 동시상영          | KBS    | Пер.      |
| 2002 (38-та) | —              | Кім Мін Сік            | «NEW Nonstop»                             | 뉴 논스톱         | MBC    | Пер.      |
| 2003 (39-та) | —              | Лі Кон Джу             | «Loving You»                              | 러빙유            | KBS    | Пер.      |
| 2004 (40-ва) |                | Лі Кон Джу             | «Тамо»                                    | 다모              | MBC    | Пер.      |
| 2005 (41-ша) | —              | Кім Чін Ман            | «Ірландія»                                | 아일랜드          | MBC    | Ном. Пер. |
| 2005 (41-ша) | —              | Чі Йон Су              | «О! Пхіль Син і Пон Сун Йон»              | 오! 필승 봉순영   | KBS    | Ном. Пер. |
| 2005 (41-ша) | —              | Сін У Чхоль            | «Коханці в Парижі»                        | 파리의 연인       | SBS    | Ном. Пер. |
| 2006 (42-га) | —              | Кім Кю Тхе             | «Кохання, щоб вбивати»                    | 이 죽일 놈의 사랑 | KBS    | Ном. Пер. |
| 2006 (42-га) | —              | Ю Ін Сік               | «Погана домогосподарка»                   | 불량주부          | SBS    | Ном. Пер. |
| 2006 (42-га) | —              | Ім Тхе У               | «5-та Республіка»                         | 제5공화국         | MBC    | Ном. Пер. |
| 2007 (43-тя) | —              | Кім Хьон Сік           | «Хірург Пон Таль Хі»                      | 외과의사 봉달희   | SBS    | Ном. Пер. |
| 2007 (43-тя) | —              | Кім Сан Хо             | «Дивна пара»                              | 환상의 커플       | MBC    | Ном. Пер. |
| 2007 (43-тя) | —              | Пак Ман Йон            | «Виноградар»                              | 포도밭 그 사나이  | KBS    | Ном. Пер. |
| 2007 (43-тя) | —              | Сін Юн Соп             | «Моє негарне кохання»                     | 내 사랑 못난이    | SBS    | Ном. Пер. |
| 2008 (44-та) | —              | Лі Юн Джон             | «Перший магазин кавового принца»          | 커피프린스 1호점  | MBC    | Ном. Пер. |
| 2008 (44-та) | —              | Хам Йон Хун            | «Невловиме детективне агентство»          | 얼렁뚱땅 흥신소   | KBS    | Ном. Пер. |
| 2008 (44-та) | —              | Хан Чун Со             | «Столичний скандал»                       | 경성스캔들        | KBS    | Ном. Пер. |
| 2008 (44-та) | —              | Лі Мьон У              | «Погана пара»                             | 불량커플          | SBS    | Ном. Пер. |
| 2008 (44-та) | —              | Пак Хон Ґюн            | «Нове серце»                              | 뉴하트            | MBC    | Ном. Пер. |
| 2009 (45-та) | —              | Пу Сон Чхоль           | «Зірковий коханець»                       | 스타의 연인       | SBS    | Ном. Пер. |
| 2009 (45-та) | —              | Чон Чхан Ґин           | «Мій дорогоцінний ти»                     | 내 사랑 금지옥엽  | KBS    | Ном. Пер. |
| 2009 (45-та) | —              | Кім То Хун             | «Прожектор»                               | 스포트라이트      | MBC    | Ном. Пер. |
| 2009 (45-та) | —              | Кім Кьон Хі            | «Спеціальна розслідувальна група „Життя“» | 라이프 특별조사팀 | MBC    | Ном. Пер. |
| 2009 (45-та) | —              | Сон Хьон Сок           | «Ніч за ніччю»                            | 밤이면 밤마다     | MBC    | Ном. Пер. |

### 2010-ті
| Рік          | Фото переможця | Переможець і номінанти | Серіал                     | Мовою оригіналу | Мережа | Прим.     |
| ------------ | -------------- | ---------------------- | -------------------------- | --------------- | ------ | --------- |
| 2010 (46-та) | —              | Ю Хьон Ґі              | «Майстер з навчання»       | 공부의 신       | KBS    | Ном. Пер. |
| 2010 (46-та) | —              | Чін Хьок               | «Діамантовий спадок»       | 찬란한 유산     | SBS    | Ном. Пер. |
| 2010 (46-та) | —              | Квак Чон Хван          | «Мисливці на рабів»        | 추노            | KBS    | Ном. Пер. |
| 2010 (46-та) | —              | Пек Су Чхан            | «Мрія»                     | 드림            | SBS    | Ном. Пер. |
| 2010 (46-та) | —              | Пак Йон Су             | «Родинна честь»            | 가문의 영광     | SBS    | Ном. Пер. |
| 2011 (47-ма) | —              | Кім Вон Сок            | «Колотнеча в Сон Кюн Кван» | 성균관 스캔들   | KBS    | Ном. Пер. |
| 2011 (47-ма) | —              | Кім Те Джін            | «Насолоджуйся життям»      | 살맛납니다      | MBC    | Ном. Пер. |
| 2011 (47-ма) | —              | Лі Тон Хун             | «Відважна жінка»           | 당돌한 여자     | SBS    | Ном. Пер. |
| 2011 (47-ма) | —              | Лі Ин Бок              | «Одержимі мрією»           | 드림하이        | KBS    | Ном. Пер. |